# Irish American Football League 2010
La Irish American Football League 2010 è stata la 24ª edizione del campionato irlandese di football americano di primo livello, organizzato dalla IAFL.

## Squadre partecipanti
| Club                      | Città         | Stadio | Sponsor ufficiale | Risultato nella stagione 2009 |
| ------------------------- | ------------- | ------ | ----------------- | ----------------------------- |
| Belfast Trojans           | Belfast       |        |                   |                               |
| Carrickfergus Knights     | Carrickfergus |        |                   |                               |
| Cork Admirals             | Cork          |        |                   |                               |
| Craigavon Cowboys         | Portadown     |        |                   |                               |
| DCU Saints                | Dublino       |        |                   |                               |
| Dublin Dragons            | Dublino       |        |                   |                               |
| Dublin Rebels             | Dublino       |        |                   |                               |
| Trinity College           | Dublino       |        |                   |                               |
| UL Vikings                | Limerick      |        |                   |                               |
| University College Dublin | Dublino       |        |                   |                               |
| West Dublin Rhinos        | Dublino       |        |                   |                               |

## Stagione regolare

### Calendario

#### 1ª giornata
| Belfield 14 marzo 2010 | University College Dublin | 0 – 56 | UL Vikings | UCD Bowl |

| Carrickfergus 14 marzo 2010 | Carrickfergus Knights | 14 – 8 | Belfast Trojans | Carrickfergus RFC |

| Santry 14 marzo 2010 | Trinity College | 28 – 15 | DCU Saints | Trinity Sports Grounds |

#### 2ª giornata
| Lucan 21 marzo 2010 | Dublin Dragons | 13 – 29 | Craigavon Cowboys | Lucan Community College |

| Belfield 21 marzo 2010 | University College Dublin | 2 – 28 | Cork Admirals | UCD Bowl |

| Santry 21 marzo 2010 | Dublin Rebels | 48 – 0 | West Dublin Rhinos | Sportslink |

#### 3ª giornata
| Craigavon 28 marzo 2010 | Craigavon Cowboys | 0 – 19 | Carrickfergus Knights | Craigavon Leisure Centre |

| Santry 28 marzo 2010 | Trinity College | 6 – 39 | Dublin Rebels | Trinity Sports Grounds |

| Limerick 28 marzo 2010 | UL Vikings | 70 – 0 | Dublin Dragons | UL Sports Grounds |

#### 4ª giornata
| Carrickfergus 11 aprile 2010 | Carrickfergus Knights | 14 – 16 | UL Vikings | Carrickfergus RFC |

| Castleknock 11 aprile 2010 | West Dublin Rhinos | 18 – 6 | Craigavon cowboys | Castleknock College |

| Dublino 11 aprile 2010 | DCU Saints | 6 – 40 | Dublin Rebels | Dublin City University Sports Ground |

#### 5ª giornata
| Bishopstown 18 aprile 2010 | Cork Admirals | 30 – 0 | University College Dublin | CIT |

| Dublino 18 aprile 2010 | DCU Saints | 8 – 15 | West Dublin Rhinos | Dublin City University Sports Ground |

| Santry 18 aprile 2010 | Trinity College | 42 – 8 | Belfast Trojans | Trinity Sports Grounds |

#### 6ª giornata
| Belfield 25 aprile 2010 | University College Dublin | 26 – 0 | Dublin Dragons | UCD Bowl |

| Craigavon 25 aprile 2010 | Craigavon Cowboys | 17 – 8 | Trinity College | Craigavon Leisure Centre |

| Limerick 25 aprile 2010 | UL Vikings | 12 – 12 | Cork Admirals | UL Sports Grounds |

#### 7ª giornata
| Castleknock 2 maggio 2010 | West Dublin Rhinos | 0 – 0 | DCU Saints | Castleknock College |

| Carrickfergus 2 maggio 2010 | Carrickfergus Knights | 48 – 14 | Craigavon Cowboys | Carrickfergus RFC |

| Belfast 2 maggio 2010 | Belfast Trojans | 38 – 0 | Dublin Dragons | Gibson Park |

#### 8ª giornata
| Dublino 9 maggio 2010 | DCU Saints | 6 – 2 | Cork Admirals | Dublin City University Sports Ground |

| Belfast 9 maggio 2010 | Belfast Trojans | 0 – 30 | Carrickfergus Knights | Gibson Park |

#### 9ª giornata
| Craigavon 16 maggio 2010 | Craigavon Cowboys | 19 – 6 | University College Dublin | Craigavon Leisure Centre |

| Lucan 16 maggio 2010 | Dublin Dragons | 6 – 70 | UL Vikings | Lucan Community College |

| Santry 16 maggio 2010 | Dublin Rebels | 55 – 0 | Trinity College | Sportslink |

#### 10ª giornata
| Cork 23 maggio 2010 | Cork Admirals | 25 – 8 | Belfast Trojans | CIT |

| Santry 23 maggio 2010 | Trinity College | 20 – 24 | West Dublin Rhinos | Trinity Sports Grounds |

| Limerick 23 maggio 2010 | UL Vikings | 45 – 8 | Dublin Rebels | UL Sports Grounds |

#### 11ª giornata
| Belfield 30 maggio 2010 | University College Dublin | 12 – 35 | Carrickfergus Knights | UCD Bowl |

| Lucan 30 maggio 2010 | Dublin Dragons | 0 – 32 | Cork Admirals | Lucan Community College |

| Belfast 30 maggio 2010 | Belfast Trojans | 20 – 0 | DCU Saints | Gibson Park |

#### 12ª giornata
| Castleknock 6 giugno 2010 | West Dublin Rhinos | 20 – 20 | Trinity College | Castleknock College |

| Lucan 6 giugno 2010 | Dublin Dragons | 0 – 22 | University College Dublin | Lucan Community College |

| Santry 6 giugno 2010 | Dublin Rebels | 49 – 0 | DCU Saints | Sportslink |

#### 13ª giornata
| Belfast 13 giugno 2010 | Belfast Trojans | 20 – 24 | Craigavon Cowboys | Gibson Park |

| Carrickfergus 13 giugno 2010 | Carrickfergus Knights | 20 – 0 | West Dublin Rhinos | Carrickfergus RFC |

| Bishopstown 13 giugno 2010 | Cork Admirals | 6 – 27 | UL Vikings | CIT |

#### 14ª giornata
| Dublino 20 giugno 2010 | DCU Saints | 36 – 6 | Trinity College | Dublin City University Sports Ground |

| Santry 20 giugno 2010 | Dublin Rebels | 32 – 13 | Carrickfergus Knights | Sportslink |

| Limerick 20 giugno 2010 | UL Vikings | 30 – 0 | University College Dublin | UL Sports Grounds |

#### 15ª giornata
| Cork 4 luglio 2010 | Cork Admirals | 40 – 6 | Dublin Dragons | CIT |

| Castleknock 4 luglio 2010 | West Dublin Rhinos | 0 – 48 | Dublin Rebels | Castleknock College |

| Craigavon 4 luglio 2010 | Craigavon Cowboys | 14 – 15 | Belfast Trojans | Craigavon Leisure Centre |

### Classifiche
Le classifiche della regular season sono le seguenti.
- PCT = percentuale di vittorie, G = partite giocate, V = partite vinte,  P = partite perse, PF = punti fatti, PS = punti subiti

#### North
| Pos. | Squadra               | PCT  | G | V | N | P | PF  | PS  |
| ---- | --------------------- | ---- | - | - | - | - | --- | --- |
| 1    | Carrickfergus Knights | .750 | 8 | 6 | 0 | 2 | 193 | 82  |
| 2    | Craigavon Cowboys     | .500 | 8 | 4 | 0 | 4 | 123 | 147 |
| 3    | Belfast Trojans       | .375 | 8 | 3 | 0 | 5 | 117 | 149 |

#### Center
| Pos. | Squadra            | PCT   | G | V | N | P | PF  | PS  |
| ---- | ------------------ | ----- | - | - | - | - | --- | --- |
| 1    | Dublin Rebels      | 1.000 | 8 | 8 | 0 | 0 | 339 | 44  |
| 2    | West Dublin Rhinos | .500  | 8 | 3 | 2 | 3 | 77  | 170 |
| 3    | Trinity College    | .313  | 8 | 2 | 1 | 5 | 130 | 214 |
| 4    | DCU Saints         | .313  | 8 | 2 | 1 | 5 | 71  | 160 |

#### South
| Pos. | Squadra                   | PCT  | G | V | N | P | PF  | PS  |
| ---- | ------------------------- | ---- | - | - | - | - | --- | --- |
| 1    | UL Vikings                | .813 | 8 | 6 | 1 | 1 | 300 | 66  |
| 2    | Cork Admirals             | .688 | 8 | 5 | 1 | 2 | 175 | 61  |
| 3    | University College Dublin | .250 | 8 | 2 | 0 | 6 | 68  | 198 |
| 4    | Dublin Dragons            | .000 | 8 | 0 | 0 | 8 | 25  | 327 |

## Playoff

### Tabellone
|  | Wild Card | Wild Card          | Wild Card |  |  | Semifinali | Semifinali            | Semifinali |  |  | XXIV Shamrock Bowl | XXIV Shamrock Bowl | XXIV Shamrock Bowl |
|  |           |                    |           |  |  |            |                       |            |  |  |                    |                    |                    |
|  |           |                    |           |  |  | 1C         | Dublin Rebels         | 65         |  |  |                    |                    |                    |
|  | 2S        | Cork Admirals      | 6         |  |  | 2C         | West Dublin Rhinos    | 0          |  |  |                    |                    |                    |
|  | 2C        | West Dublin Rhinos | 8         |  |  |            |                       |            |  |  | 1C                 | Dublin Rebels      | 15                 |
|  |           |                    |           |  |  |            |                       |            |  |  | 1S                 | UL Vikings         | 0                  |
|  |           |                    |           |  |  | 1S         | UL Vikings            | 20         |  |  |                    |                    |                    |
|  |           |                    |           |  |  | 1N         | Carrickfergus Knights | 0          |  |  |                    |                    |                    |

### Wild Card
| Bishopstown 18 luglio 2010 | Cork Admirals | 6 – 8 | West Dublin Rhinos | CIT |

### Semifinali
| Santry 25 luglio 2010 | Dublin Rebels | 65 – 0 | West Dublin Rhinos | Sportslink |

| Limerick 25 luglio 2010 | UL Vikings | 20 – 0 | Carrickfergus Knights | UL Sports Grounds |

### XXIV Shamrock Bowl
| Tallaght 7 agosto 2010 | Dublin Rebels | 15 – 0 | UL Vikings | Tallaght Stadium |

## Verdetti
- Dublin Rebels Campioni dell'Irlanda 2010